# Semiothisa continuaria
Semiothisa continuaria är en fjärilsart som beskrevs av Eduard Friedrich Eversmann 1852. Semiothisa continuaria ingår i släktet Semiothisa och familjen mätare. Inga underarter finns listade i Catalogue of Life.